# Ectyonopsis ruthae
Ectyonopsis ruthae är en svampdjursart som först beskrevs av Mothes och Lerner 1995.  Ectyonopsis ruthae ingår i släktet Ectyonopsis och familjen Myxillidae. Inga underarter finns listade i Catalogue of Life.